# Lijst van beschermd erfgoed in Andenne
Onderstaande tabel geeft een overzicht van de beschermde erfgoederen in de gemeente Andenne. Het beschermd erfgoed maakt onderdeel uit van het cultureel erfgoed in België.
| Object | Bouwjaar/architect | Deelgemeente      | Adres                     | Coördinaten                   | Nummer?                | Afbeelding |
| --- | ------------------ | ----------------- | ------------------------- | ----------------------------- | ---------------------- | --- |
| Collegiale kerk Sint-Begga |                    | Andenne           | Place du Chapitre         | 50° 29' 13" NB, 5° 6' 3" OL   | 92003-CLT-0001-01 Info | Collegiale kerk Sint-Begga |
| Stadsgezicht gevormd door Place du Chapitre met collegiale kerk, Sint-Beggafontein, Sint-Stevenspoort, pleinbestrating en grasvelden (site) |                    | Andenne           |                           | 50° 29' 15" NB, 5° 6' 0" OL   | 92003-CLT-0002-01 Info | Stadsgezicht gevormd door Place du Chapitre met collegiale kerk, Sint-Beggafontein, Sint-Stevenspoort, pleinbestrating en grasvelden (site) |
| Place des Tilleuls (site) |                    | Andenne           | Place des Tilleuls        | 50° 29' 22" NB, 5° 5' 44" OL  | 92003-CLT-0004-01 Info | Place des Tilleuls (site) |
| Voormalig stadhuis | 1772               | Andenne           | Place du Perron           | 50° 29' 9" NB, 5° 5' 54" OL   | 92003-CLT-0005-01 Info | Voormalig stadhuis |
| Huis "Tchestia di Scovie" |                    | Andenne           | Rue Winand 36c            | 50° 29' 9" NB, 5° 6' 4" OL    | 92003-CLT-0006-01 Info | Huis "Tchestia di Scovie" |
| Huis "Sainte-Begge" |                    | Andenne           | Place Sainte-Begge 5      | 50° 29' 11" NB, 5° 6' 4" OL   | 92003-CLT-0007-01 Info | Huis "Sainte-Begge" |
| Sint-Pieterskerk (toren en middenbeuk) |                    | Andenne           | Andennelle                | 50° 29' 41" NB, 5° 6' 45" OL  | 92003-CLT-0008-01 Info | Sint-Pieterskerk (toren en middenbeuk) |
| Parochiekerk Sint-Firminus (monument) geheel van de kerk, het plein en de oude en nieuwe begraafplaatsen (site)                             |                    | Bonneville        | Rue du Centre             | 50° 28' 16" NB, 5° 2' 2" OL   | 92003-CLT-0009-01 Info | Parochiekerk Sint-Firminus (monument) geheel van de kerk, het plein en de oude en nieuwe begraafplaatsen (site)                             |
| Parochiekerk Sint-Mauritius |                    | Sclayn            | Rue Saint Maurice         | 50° 29' 22" NB, 5° 1' 41" OL  | 92003-CLT-0011-01 Info | Parochiekerk Sint-Mauritius |
| Samsonrots |                    | Thon              | Samson                    | 50° 27' 55" NB, 4° 59' 47" OL | 92003-CLT-0012-01 Info | Samsonrots |
| Toren van de hoeve van Houssoy (monument) Geheel van de hoeve en omliggende terreinen (site)                                                |                    | Vezin             | Rue de Houssoy 366        | 50° 30' 17" NB, 4° 59' 49" OL | 92003-CLT-0013-01 Info | Toren van de hoeve van Houssoy (monument) Geheel van de hoeve en omliggende terreinen (site)                                                |
| Sint-Maartenskapel |                    | Seilles           | Reppe                     | 50° 30' 4" NB, 5° 6' 55" OL   | 92003-CLT-0014-01 Info | Sint-Maartenskapel |
| Sint-Maartenskapel en omliggende terreinen (site)                                                                                           |                    | Seilles           | Reppe                     | 50° 30' 4" NB, 5° 6' 50" OL   | 92003-CLT-0018-01 Info | |
| Hoeve van Atrive |                    | Seilles           | Rue du Château 2          | 50° 29' 56" NB, 5° 4' 40" OL  | 92003-CLT-0015-01 Info | Hoeve van Atrive |
| Parochiekerk Sint-Steven |                    | Seilles           | Rue Warnier 3             | 50° 30' 2" NB, 5° 4' 42" OL   | 92003-CLT-0016-01 Info | Parochiekerk Sint-Steven |
| Herenhuis |                    | Andenne           | Rue Charles Lapierre 2    | 50° 29' 10" NB, 5° 5' 55" OL  | 92003-CLT-0020-01 Info | Herenhuis |
| Hoeve van Vaudaigle (monument) geheel van de hoeve en omgeving (site)                                                                       |                    | Andenne           | Rue Vaudaigle, Groynne    | 50° 28' 30" NB, 5° 3' 53" OL  | 92003-CLT-0021-01 Info | |
| Kasteel van Bonneville (monument) geheel van het kasteel en de omgeving (site)                                                              |                    | Bonneville        | Rue de Strud 113          | 50° 28' 12" NB, 5° 2' 4" OL   | 92003-CLT-0023-01 Info | Kasteel van Bonneville (monument) geheel van het kasteel en de omgeving (site)                                                              |
| Hoeve van Dhuy en tiendschuur (monument) ensemble van de hoeve met omliggende terreinen (site)                                              |                    | Bonneville        | Rue de Strud 114          | 50° 28' 12" NB, 5° 2' 6" OL   | 92003-CLT-0024-01 Info | Hoeve van Dhuy en tiendschuur (monument) ensemble van de hoeve met omliggende terreinen (site)                                              |
| Hoeve genaamd "La Croix" en bijgebouwen (monument) geheel van de hoeve, bijgebouw, kapel en omgeving (site)                                 |                    | Andenne           | Rue de la Croix, Coutisse | 50° 28' 1" NB, 5° 6' 46" OL   | 92003-CLT-0025-01 Info | |
| Parochiekerk Sint-Remigius met kerkhofmuur (monument) geheel van kerk, kerkhof, kerkhofmuur en omgeving (site)                              |                    | Landenne          |                           | 50° 30' 50" NB, 5° 3' 53" OL  | 92003-CLT-0026-01 Info | Parochiekerk Sint-Remigius met kerkhofmuur (monument)geheel van kerk, kerkhof, kerkhofmuur en omgeving (site)                               |
| Kasteelhoeve genaamd "Ferme Libois" (monument) geheel van hoeve en omliggende terreinen (site)                                              |                    | Landenne          |                           | 50° 30' 47" NB, 5° 3' 50" OL  | 92003-CLT-0027-01 Info | Kasteelhoeve genaamd "Ferme Libois" (monument)geheel van hoeve en omliggende terreinen (site)                                               |
| U-vormige hoeve (monument) geheel van hoeve, beekje en naburge wegenis (site)                                                               |                    | Vezin             | Rue de Ville-en-Warêt 250 | 50° 30' 17" NB, 4° 58' 59" OL | 92003-CLT-0028-01 Info | U-vormige hoeve (monument) geheel van hoeve, beekje en naburge wegenis (site)                                                               |
| Parochiekerk Onze-Lieve-Vrouw |                    | Namêche           |                           | 50° 28' 12" NB, 4° 59' 37" OL | 92003-CLT-0029-01 Info | Parochiekerk Onze-Lieve-Vrouw |
| Pijlerkapel gewijd aan de Maagd Maria |                    | Landenne          | route de Petit-Waret      | 50° 31' 11" NB, 5° 3' 23" OL  | 92003-CLT-0030-01 Info | Pijlerkapel gewijd aan de Maagd Maria |
| Marktplein (site) |                    | Sclayn            | Grand Place               | 50° 29' 23" NB, 5° 1' 39" OL  | 92003-CLT-0031-01 Info | |
| Site van "Sclaigneaux" en "Haies Monet" (site)                                                                                              |                    | Seilles, Landenne |                           | 50° 29' 45" NB, 5° 2' 7" OL   | 92003-CLT-0032-01 Info | Site van "Sclaigneaux" en "Haies Monet" (site)                                                                                              |
| Begraafplaats der Gefusillieerden (site) |                    | Andenne           | Quai des Fusillés         | 50° 29' 33" NB, 5° 5' 35" OL  | 92003-CLT-0033-01 Info | Begraafplaats der Gefusillieerden (site) |
| Paleolithische grotten van Sclayn |                    | Sclayn            |                           | 50° 28' 59" NB, 5° 1' 16" OL  | 92003-CLT-0034-01 Info | Paleolithische grotten van Sclayn |
| Voormalige turnzaal van het Koninklijk Atheneum Jean Tousseul                                                                               | 1883-1884          | Andenne           | Rue Adeline Henin 3       | 50° 29' 14" NB, 5° 5' 59" OL  | 92003-CLT-0035-01 Info | |
| Muziekkiosk |                    | Seilles           | Place Joseph Wauters      | 50° 29' 58" NB, 5° 4' 49" OL  | 92003-CLT-0037-01 Info | Muziekkiosk |
| Burgerhuis in art-nouveaustijl | 1907 Achille Simon | Andenne           | Place des Tilleuls 48     | 50° 29' 23" NB, 5° 5' 46" OL  | 92003-CLT-0038-01 Info | Burgerhuis in art-nouveaustijl |
| Geheel van rotsen genaamd "Les demoiselles" bij het gehucht Les Forges in de vallei van de Samson                                           |                    | Thon              | Les Forges                | 50° 27' 8" NB, 5° 0' 48" OL   | 92003-CLT-0040-01 Info | Geheel van rotsen genaamd "Les demoiselles" bij het gehucht Les Forges in de vallei van de Samson                                           |
| Herenhuis Tonglet-Magnée (monument) geheel van dit gebouw en omgeving (site)                                                                |                    | Sclayn            | Rue des Combattants 113   | 50° 29' 22" NB, 5° 1' 38" OL  | 92003-CLT-0019-01 Info | |
| Pastorie Sint-Mauritiusparochie |                    | Sclayn            | Rue des Combattants 114   | 50° 29' 23" NB, 5° 1' 39" OL  | 92003-CLT-0041-01 Info | Pastorie Sint-Mauritiusparochie |